# Watertoren (Wormer Van Gelder)
De Watertoren van Wormer was een watertoren behorend bij het fabriekscomplex van de Van Gelder Papierfabrieken in het Nederlandse dorp Wormer.
Op een hoogte van vijfendertig meter bevond zich een reservoir met 100 ton water bestemd voor het blussen van branden. Op een hoogte van zestien meter bevond zich een ringvormig reservoir wat 120 ton gezuiverd opgepompt slootwater bevatte voor gebruik in de papierfabriek. In 1981 werd surseance van betaling aangevraagd en werd het complex ontmanteld. De toren werd in 1983 gesloopt.